# Mesenopsis
Genre
Mesenopsis est un genre d'insectes lépidoptères sud-américains de la famille des Riodinidae.

## Dénomination
Le nom Mesenopsis leur a été donné par Frederick DuCane Godman et Osbert Salvin en 1886.

## Liste des espèces
- Mesenopsis albivitta (Lathy, 1904) ; présent au Brésil.
- Mesenopsis briseis Godman & Salvin, [1886] ; présent en Colombie.
- Mesenopsis bryaxis (Hewitson, 1870) ; présent au Nicaragua, au Panama et en Colombie.
- Mesenopsis melanochlora (Godman & Salvin, 1878) ; présent au Nicaragua, en Bolivie et au Pérou.
- Mesenopsis pulchella Godman, 1903 ; présent au Brésil.

### Source
- Mesenopsis sur funet